# چنهودارو

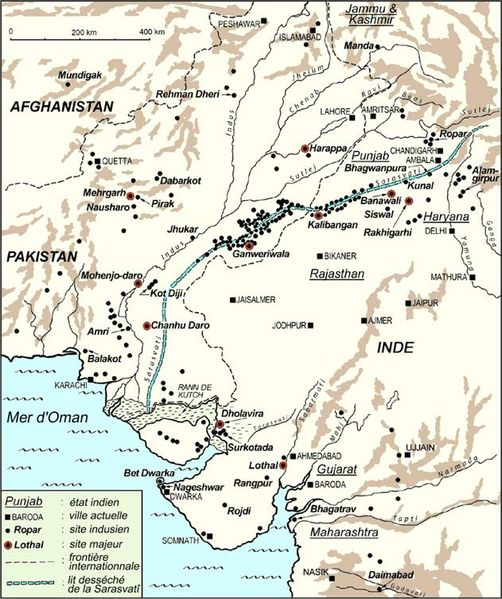
سایت‌های باستانی در درهٔ رود سند

چَنهودارو نام مکانی باستانی وابسته به تمدن دره سند. این سایت در ۱۳۰کیلومتری جنوب موهن‌جو دارو در استان سند کشور کنونی پاکستان جای گرفته‌است. اینجا میان ۴۰۰۰ تا ۱۷۰۰ پیش از میلاد مسکونی بوده و می‌نماید که مرکز تولید تسبیح از جنس عقیق جگری بوده‌باشد. این سایت متشکل از ۳ ماهور بوده و اکتشافات نشان می‌دهد که منطقه‌ای مسکونی بوده‌است به وسعت ۵ هکتار.
نخستین بار این مکان باستانی در سال ۱۹۳۰ میلادی کشف شد. سپس در سال‌های ۱۹۳۹-۱۹۳۶ هیئتی از مدرسهٔ آمریکایی مطالعات هندی و ایرانی و موزه هنرهای زیبای بوستون به ریاست جان هنری مک‌ی به اکتشاف در محل پرداختند. پس از استقلال پاکستان این اکتشافات به رهبری محمد رفیق مغل از سر گرفته‌شد.

## lمنبع
Wikipedia contributors، "Chanhudaro،" Wikipedia، The Free Encyclopedia، http://en.wikipedia.org/w/index.php?title=Chanhudaro&oldid=457941752 (accessed December ۱۴، ۲۰۱۱)